# Zörbig
Zörbig è una città tedesca di 9 153 abitanti abitanti, situato nel land della Sassonia-Anhalt.
Il 1º marzo 2009 vi è stato aggregato il comune di Schortewitz.